# Namibiavis senutae
Namibiavis senutae — вид викопних птахів родини гоацинових (Opisthocomidae), що існував у міоцені, 16 млн років тому. Викопні рештки птаха знайдені в Намібії.